# Vagn Bangsborg
Vagn Aage Bangsborg (nascido em 28 de maio de 1936) é um ex-ciclista dinamarquês. Foi um dos atletas que representou a Dinamarca nos Jogos Olímpicos de 1960, em Roma, onde competiu nos 100 km de contrarrelógio por equipes, não completando a prova.